# Tipula kiangsuensis
Tipula kiangsuensis är en tvåvingeart som beskrevs av Alexander 1938. Tipula kiangsuensis ingår i släktet Tipula och familjen storharkrankar. Inga underarter finns listade i Catalogue of Life.